# Fredholm (Mondkrater)
Fredholm ist ein kleiner Einschlagkrater in der zerklüfteten Fläche im Westen des Mare Crisium. Er liegt zwischen den auffallenden Kratern Macrobius im Norden und Proclus im Süden.
Die kreisrunde, symmetrische Formation weist ein schüsselförmiges Inneres auf. Die Innenwände fallen gleichmäßig zum Mittelpunkt hin ab und bilden im Zentrum einen kleinen Kraterboden mit etwa einem Viertel vom Durchmesser des Gesamtkraters. Auf seinem Nordrand lehnt sich der kleinere Macrobius E an.
Fredholm wurde lange Zeit als Satellitenkrater von Macrobius mit der Bezeichnung Macrobius D geführt, ehe er 1976 von der Internationalen Astronomischen Union (IAU) einen eigenen Namen bekam.